# Lasnet Nkouka
Lasnet Nkouka, född 28 januari 1970, är en friidrottare från Kongo-Brazzaville. Hon deltog vid olympiska sommarspelen 1988.